# Febre do ouro de Witwatersrand
A Febre do ouro de Witwatersrand foi um movimento ocorrido em Johannesburgo, na África do Sul, por volta de 1886, em busca do novo "Eldorado", que existia no folclore das tribos da região. Acabou atraindo vários imigrantes, principalmente vindos do Reino Unido, para a região de Transvaal, o que gerou uma serie de conflitos étnicos com os bôeres (povo branco, descendente de holandeses, que haviam chegado na região séculos antes). As consequências seriam vistas na Segunda Guerra Bôer. Porém, no médio prazo, levou a um boom econômico na República Sul-Africana que perdurou até o começo do século XX.